# Dekanat luboński
Dekanat luboński (dawniej puszczykowski) – jeden z 43 dekanatów archidiecezji poznańskiej. Administracyjnie znajduje się na terenie gmin miejskich: Luboń i Puszczykowo oraz w północnej części gminy Mosina i północno-wschodniej części gminy Komorniki.

## Historia
Dekanat luboński rozpoczął swoją działalność w Wielki Czwartek, dnia 8 kwietnia 2004 roku, wraz z wejściem w życie dekretu o zmianie granic niektórych dekanatów oraz powstaniu nowych, jaki wydał trzy dni wcześniej Arcybiskup Metropolita Poznański – Stanisław Gądecki. Dekanat luboński zastąpił de facto zniesiony dekanat puszczykowski, jednak z niewielkimi różnicami, co do składu parafii. I tak: parafię Iłówiec przejął dekanat stęszewski, z którego odłączono natomiast parafię Komorniki i przyłączono do nowo powstałego dekanatu z siedzibą w Luboniu. W uzasadnieniu decyzji o zmianie dotychczasowej nazwy dekanatu czytamy: 

Ze względu na to, że największym skupiskiem ludności w dekanacie jest Luboń, przemianowuję nazwę tego dekanatu z puszczykowskiego na luboński.

Pierwszym dziekanem lubońskim był ks. kan. Kazimierz Szachowicz, który jednocześnie przeszedł do historii jako ostatni administrator dekanatu puszczykowskiego.

## Skład dekanatu
- parafia św. Barbary w Żabikowie (Luboń–Żabikowo)
- parafia św. Jana Bosko w Luboniu (Stary Luboń)
- parafia św. Maksymiliana Marii Kolbego w Lasku (Luboń–Lasek)
- parafia św. Jana Pawła II w Luboniu (osiedle Lubonianka)
- parafia Matki Boskiej Wniebowziętej w Puszczykowie
- parafia św. Józefa Oblubieńca NMP w Puszczykowie
- parafia św. Mikołaja w Mosinie
- parafia św. Floriana w Wirach
- parafia Matki Boskiej Częstochowskiej w Krośnie
- parafia św. Jakuba Apostoła w Żabnie

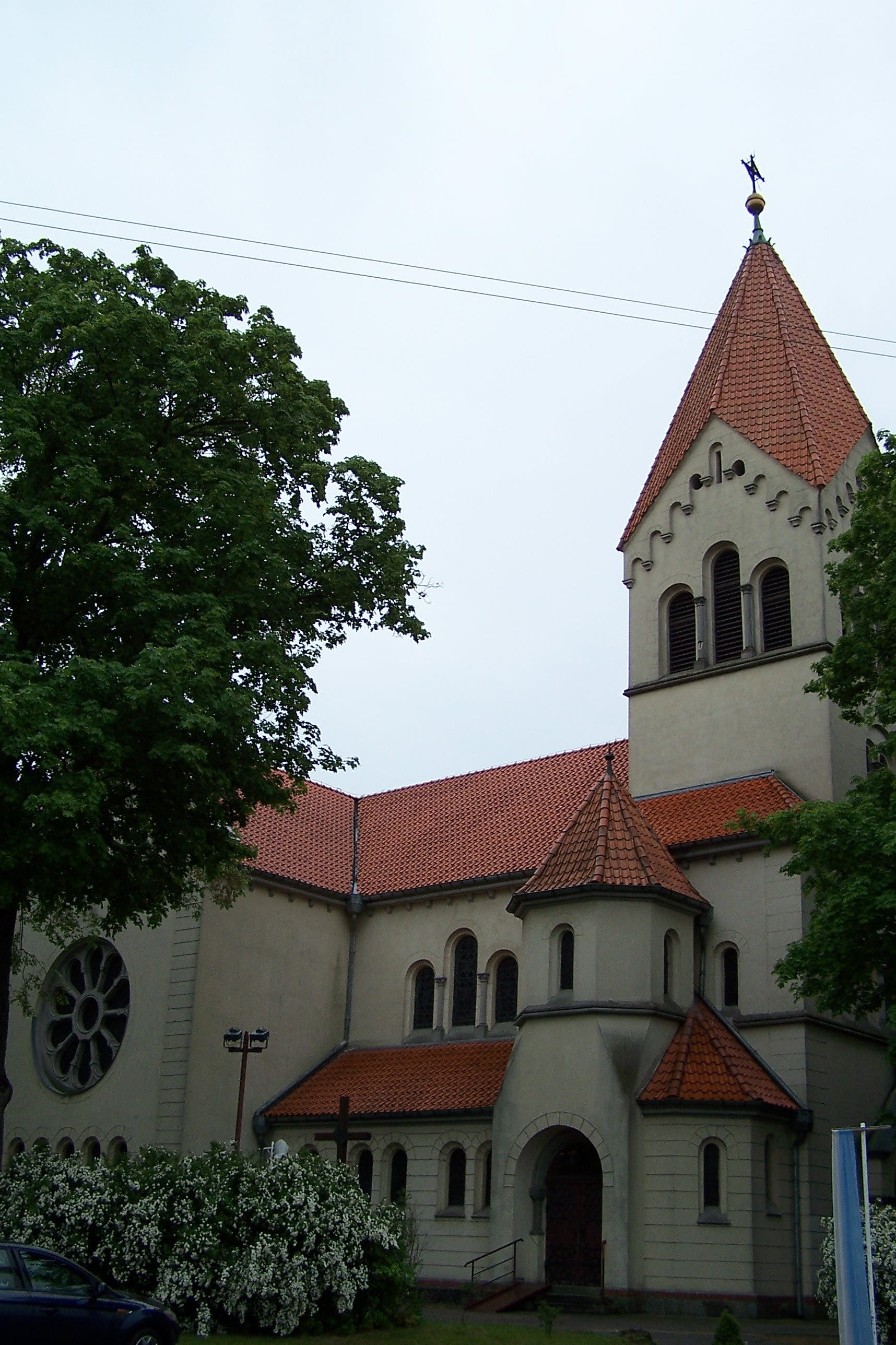
Kościół we Wirach
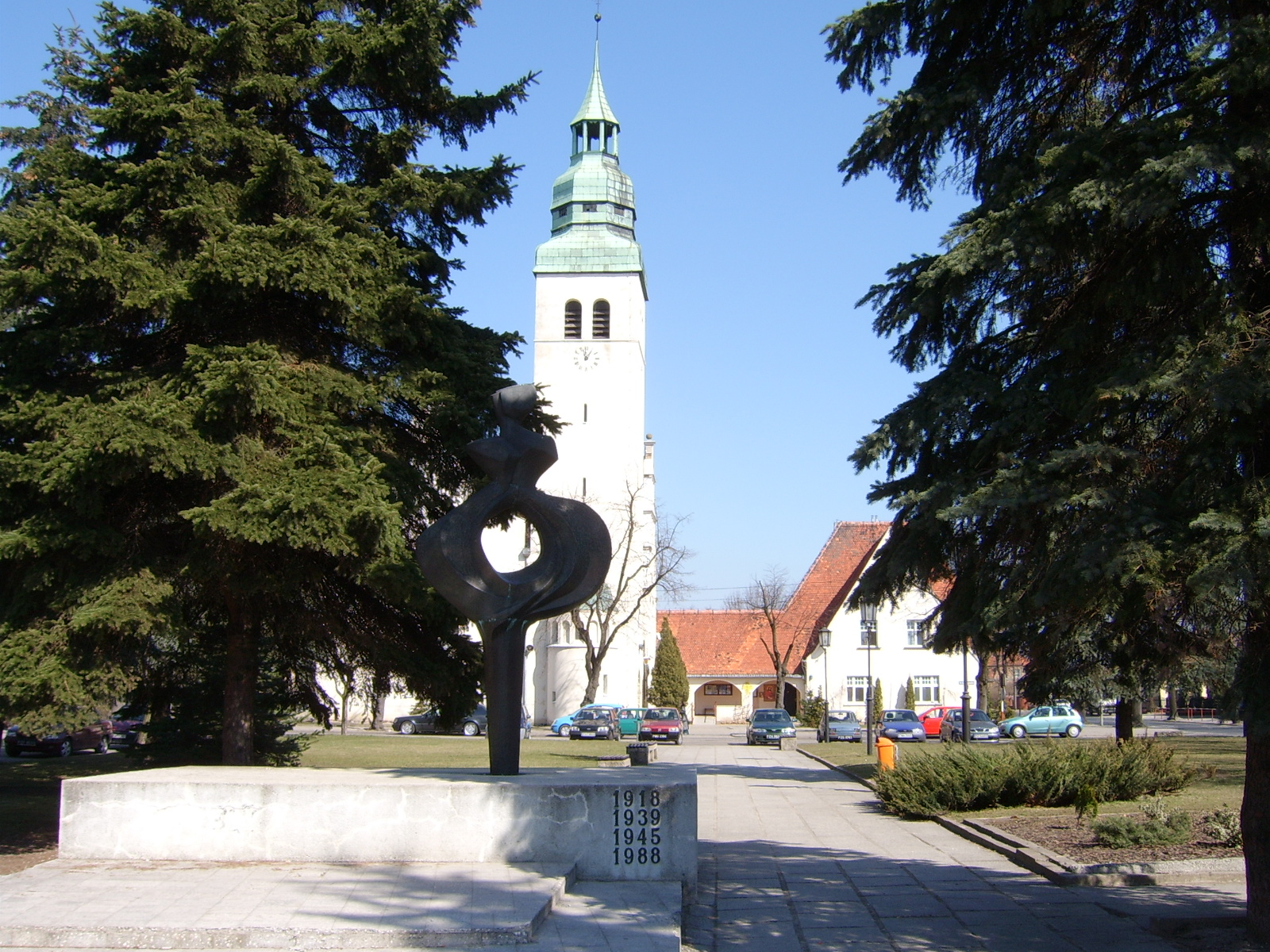
Kościół w Żabikowie
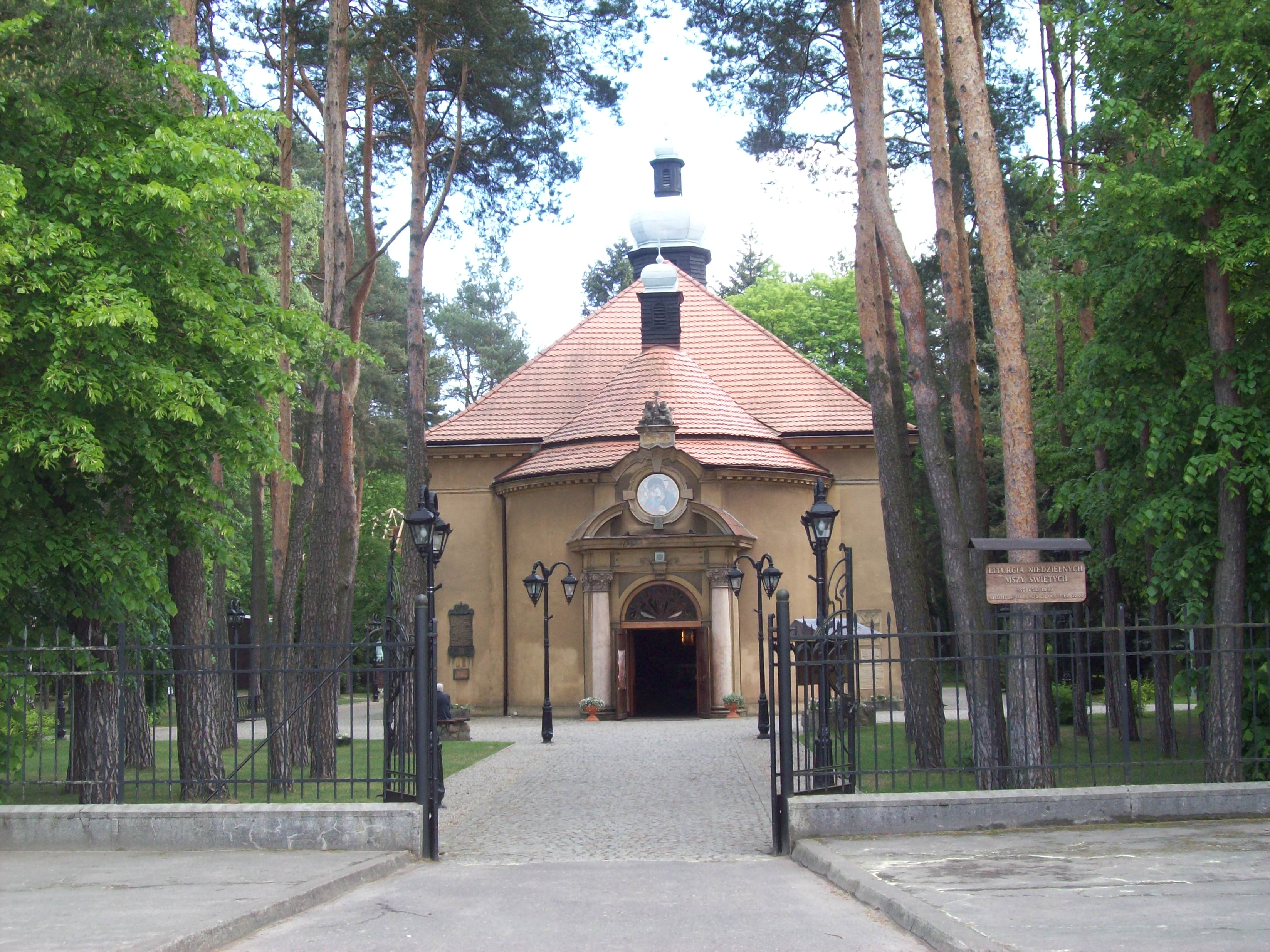
Kościół w Puszczykowie